# 아니메주

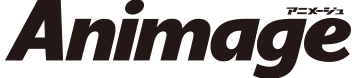

아니메주(アニメージュ, Animage)는 일본의 애니메이션 잡지로, 1978년 5월 26일 간행되었다.

## 소개
1980년대까지의 잡지는 편집 방침의 하나 크리에이터에 스포트라이트를 맞출 수 있었다. 애니메이션 잡지에서 재빨리 미디어 믹스 열기를 걸어 오시이 마모루의 비디오 애니메이션 《천사의 알》, 야스히코 요시카즈 영화 《아리온》의 제작을 백업하고 있었다. 또한 일부에서 알려진 존재였던 미야자키 하야오의 특집을 지면에서 재빨리 잡고 이후 미야자키 하야오 만화 《바람 계곡의 나우시카》를 연재하고 이것이 스튜디오 지브리 설립으로 이어졌다. 스튜디오 지브리 대표 이사의 스즈키 도시오 등은 이때의 담당 편집자로 토쿠마 서점 제2 편집국을 총괄하게 되었던 오가타 히데오 창간 편집장을 대신하여 실무를 관리하고 있었다고 한다.
1980년 1월호부터 월간 애니메이션 프로그램 방송 정보 코너 "TV 애니메이션 월드"에서 각 프로그램마다 직원의 뒷이야기이나 의견이 게재되고 있었지만, 2001년부터 폐지되고 각 이야기의 줄거리가 게재되어 있다.

## 연표
- 1978년 5월 26일 (7월호) 창간.
- 1980년
  - 1월 10일 (2월호) 제 1회 애니메이션 그랑프리 발표.
  - 8월 아니메쥬 코믹스 창간.
- 1982년 12월 아니메쥬 문고 (AM 문고) 창간.
- 1998년 6월 10일 (7월호) 창간 20 주년. 판형을 현재 A4 변형판에 확대, 잡지 이름을 영어 표기 "Animage"로 변경.
- 2002년 6월 10일 (7월호) 잡지 이름을 카타카나 표기의 「아니메쥬」로 되돌린다.
- 2007년 6월 8일 공식 사이트 뉴 오픈.

## 편집장
1. 尾形英夫
2. 鈴木敏夫
3. 武田実紀男
4. 荒川進
5. 渡邊隆史
6. 松下俊也
7. 大野修一
8. 松下俊也（復帰）